# AKB0048
《AKB0048》是以現實中的日本大型女子音樂組合AKB48為主題的多媒體作品。於2012年4月開始播放電視動畫。第二季電視動畫《AKB0048 Next Stage》於2013年1月5日開始播放。

## 概要
是次動畫的製作於2011年10月17日傳出消息，除了公佈初步製作班底和開展聲優選拔外，亦附上一張8位於AKB48中較具人氣成員的印象繪。製作班底中包括了河森正治（總監督）、江端里沙（角色設計）、SATELIGHT（動畫製作）等等，跟《超時空要塞Frontier》十分相似，令當時不少粉絲都覺得是次製作並非一般偶像動畫那麼簡單。
同年11月25日，官方正式把作品定名為「AKB0048」，亦公佈於動畫正式使用的9位角色印象繪，與早前公佈的圖片大有不同。其後於12月13日，官方網站正式宣佈故事和舞台設定。一如不少粉絲所料，本作將會揉合偶像和科幻原素，以演藝活動為非法的近代宇宙作主要世界觀。
同一時間，12月上旬的聲優選拔亦進行得如火如荼。參與者除了AKB48的成員外，亦包括派生組合SKE48、NMB48及HKT48，合共超過200人。最終於12月13日選定9位主角人選和4位特別推薦成員。 
官方亦安排了4部衍生漫畫作品，在動畫啟播前於講談社旗下刊物展開連載。

## 聲優選拔
本作的聲優選拔遵照AKB48既有的「選拔成員制」原則。初步審查為內部進行，於隸屬AKB48、SKE48、NMB48以及HKT48的200多位成員當中，選出了30人作為候補團隊。經歷了兩次延期後，官方網站於2011年12月8日正式上載結果。
最終審查則在同年12月13日以公開形式進行，抽選了100位支持者於電影院新宿WALD9見證選拔過程。審査人員包括秋元康（企劃、監修）、大月俊倫（執行製作人）、河森正治（原作、總監督）和明田川仁（音響監督）4人。審査內容關乎到參與者能否掌握實際配音的技巧，他們先被要求演繹一些相同的台詞，然後再因應審査人員意願演繹個別台詞，最後是一段個人介紹和宣傳。結果，審查人員成功選出9位全部審查合格之成員，以及4位審查人員特別推薦之成員。 9位合格成員將會擔當主角的聲優演出，亦為獻唱主題曲的主力。4位特別推薦的成員則會參與演技指導，並肯定有角色編配。
以下為於初步審查入選的30人，所屬隊伍以聲優選拔進行時（即12月13日）作準。粗體字為最終審查合格成員，斜體字為審查人員特別推薦。值得一提的是，最終審查合格成員中，仲谷明香和佐藤亞美菜都有聲優演出的經驗。渡邊麻友更是唯一一個動畫、聲優並有的成員。
AKB48
- Team A：多田愛佳、片山陽加、仲川遙香、仲谷明香
- Team K：仁藤萌乃、藤江麗奈
- Team B：石田晴香、佐藤亞美菜、佐藤堇、鈴木紫帆里、近野莉菜、渡邊麻友
- Team 4：市川美織、竹内美宥
- 研究生[[[Wikipedia:格式手册/链接#章節|錨點失效]]]：岩田華怜[註 1]、小林茉里奈、鈴木里香

SKE48
- Team S：中西優香、矢神久美
- Team KII：佐藤實繪子、秦佐和子、古川愛李、矢方美紀
- Team E：酒井萌衣、原望奈美

NMB48
- Team N：小笠原茉由
- 研究生：木下百花[註 2]、三田麻央[註 2]、中川紘美

HKT48
- 研究生：村重杏奈[註 3]

## 故事簡介
21世紀之初，世界大戰展開，造成龐大的破壞。人類決定離開地球，前往宇宙生活，以全新星暦00年展開一段嶄新歷史。新世代的統治者——超銀河聯合政府，是一个极权主义政府。他们認為「演藝」和「歌曲」是擾亂人心之物，所以強硬實行「演藝禁止法」，嚴厲處罰有關人士。就只有演藝人愛好者的聖地秋葉原，可以展開一個「演藝絕對防衛圈」，成為唯一可以進行演藝活動的地方，與執政者作出持久對抗。大部分人的心靈，就此被黑暗包圍。而就在「偶像」這種存在幾乎要滅絕的時候，名為「AKB0048」的偶像團體復活/誕生了。那是過去在地球面臨存亡之戰時，點亮人心、並歌唱、舞動至最後一刻的偶像團體「AKB48」的後繼者。 AKB0048 繼承了他們的靈魂，以非法偶像的名號登場！
作為非合法偶像團體AKB0048（通稱00），是曾經在地球上存在過的傳說“能見面的偶像團體”，少女們艱苦的練習和戰鬥訓練最終繼承初代成員的名字，把傳說中「奇蹟Live」的希望、光輝和靈魂交予丟失夢想的人們。AKB0048因可怕的影響力而被冠以恐怖份子之名，在演出時遇上各式各樣的干擾。為了捍衛自身演出的自由、以及愛好者與市民的享受，AKB0048的第77期研究生終於親自拿起武器，保護自己的舞台。

## 登場人物

### 研究生

#### 77期
本宮凪沙（聲：岩田華（AKB48）（日语）；Luci Christian（英语））
77期研究生。14歲，生於星曆35年1月24日，身高156公分，喜歡吃蕃茄和所有母親製作的料理。出身地：藍花星
父親為藝能管理課的課長，因此禁止她在房裡貼偶像的海報、唱歌等與藝能活動有關的事情。
小時候看過AKB0048的演唱會就愛上AKB0048，並目標能夠加入AKB0048。
十分關心和信任朋友，但相當優柔寡斷。對於成員間的競爭也沒有什麼自信。在研究生生涯期間，性格漸漸有所改變。
和智惠理一樣喜歡第9代優子，並希望成為大島優子的襲名。
在Stage 26 中秋葉星奪回戰的演唱會裏，被居民們集體認同為第14代 前田敦子／Acchan，其後正式襲名。
園智惠理（聲：渡邊麻友（AKB48）（日语）；Emily Neves（英語））
77期研究生，在第7話中成為大島優子〔Yuko〕的Under。
14歲，生於星曆34年12月8日，身高161公分，喜歡吃巧克力和紅茶，討厭吃青椒。出身地：射手座星
大財閥ZODIAC千金，父親曾禁止她參加甄選試。由於父親的公司是為DES製造MUSHI，所以一直為此事耿耿於懷。
小時候帶凪沙，友歌，織音去看AKB0048演唱會，對AKB0048的事特別熱心；和凪沙一樣喜歡第9代優子，並希望成為大島優子的襲名。
一開始的性格比較嚴肅，當身邊的同伴遇到挫折而停滯不前的時候，經常以嚴苛的話語，來點醒身旁的同伴。也因為說出來的話頗為苛刻的關係，時常讓身邊的人誤會。
實際上是很溫柔，關心同伴的人。後來外在表現有變得比較圓融一些。
在Stage 26 中秋葉星奪回戰的演唱會裏，因對DES軍的包容之心讓她發出Center Nova的光芒，其後正式被選定為Center Nova，但沒有襲名任何AKB48的成員。
一条友歌（聲：佐藤亞美菜（AKB48）（日语）；Monica Rial（英语））
77期研究生。15歲，生於星曆34年4月7日，身高147.5公分，喜歡吃炸紫菜卷、甜不甩和魚板等等。出身地：藍花星
在加入AKB0048前就喜歡著護，一直都以電子郵件聯絡。
認真的行動派，雖然容易感到不耐煩，但會盡量在別人面前顯得穩重。年幼時已經常帶領凪沙和織音做事。
志願是成為篠田麻里子的襲名成員。
藍田織音（聲：仲谷明香（原AKB48）（日语）；Brittney Karbowski（英语））
77期研究生。14歲，生於星曆34年9月21日，身高153公分，喜歡吃湯豆腐和扇貝。出身地：藍花星
孤兒。平常時候在工廠裡工作，但其實很想和凪沙與友歌一起上學。喜歡擺弄機械，意外地有很好的技術。
性格內斂、害羞，但待人處事很有耐心，跟友歌算是正好相對。很容易臉紅。
志願是成為指原莉乃的襲名成員，但是被友歌說「角色完全不同」。
東雲楚方（聲：矢神久美（SKE48）（日语）；Juliet Simmons（英语））
77期研究生。11歲，生於星曆37年7月7日，身高143公分，喜歡吃肉丸、肉醬意粉，每天亦會喝兩升豆奶。出身地：沙原星
東雲彼方的妹妹，非常喜歡姊姊，當初是希望跟姊姊在一起而加入AKB0048。
原本因年齡不足而在第1次甄選中落選，但其後無票上船偷渡前往第2次甄選會場，最終獲得片桐翼特許，得以參加甄選。
最年少的研究生，但運動能力出乎地高，作為偶像有非常高的天份。經常為遇見的人改綽號。
在同期之間比較親近真琴及鈴子，時常跟她們共同活動。
橫溝真琴（聲：三田麻央（NMB48）（日语）；Molly Searcy（英语））
77期研究生。17歲，生於星曆31年6月30日，身高155公分，喜歡吃漢堡扒、蛋糕和蝦。出身地：奈仁波星
個性消極、懦弱，容易畏縮，被認為是「廢柴」角色。時常在意自己身材不好。非常熱愛AKB0048，在綜藝方面有天賦。
跟鈴子非常要好。時常被楚方作弄。
神崎鈴子（聲：秦佐和子（SKE48）（日语）；Caitlynn French（英语））
77期研究生。15歲，生於星曆33年8月6日，身高157公分，喜歡用筷子吃薯片。喜歡用手機拍下有趣的畫面。出身地：歐州星
為人比較冷靜。熟讀AKB0048的各項歷史，經常擔當解說。相比起襲名，志願是加入AKB0048的運營方。
跟真琴非常要好，會給個性自卑的真琴鼓勵。

#### 75期
75期亦被稱為不幸之期，原因是75期生在加入兩年後仍無人成功襲名，故事開始時更只剩下兩人。
東雲彼方（聲：石田晴香（AKB48）（日语）；Genevieve Simmons（英语））
75期研究生，在第7話，成為高橋南〔Takamina〕的Under。
15歲，生於星曆32年10月17日，身高157公分，喜歡吃咬到芹菜碎的丸子和文字燒。出身地：沙原星
美森同期的親友，為人十分正直，熱血。
父親曾是反抗軍的成員，在DES的戰鬥中戰死，心中始終有個名為復仇的心結。擅長駕駛Live Assault Suit（簡稱LAS）。
被認為是研究生的隊長，性格堅毅努力，十分關心其他研究生，以高橋南為襲名目標。
彼方在歌舞上已達到襲名成員的水準，更一度被襲名Kirara選為襲名第6代高橋南。但因第5代高橋南仍未離隊而未能襲名，彼方本人更對此從不知情。
岸田美森（聲：佐藤堇（AKB48）（日语）；Carli Mosier（英语））
75期研究生，在第7話，成為小嶋陽菜〔Kojiharu〕的Under。
17歲，生於星曆31年1月2日，身高162公分，喜歡吃產地為日本以外的櫻桃。出身地：舞網星
身材很好，散發著費洛蒙的「性感」角色。說話經常帶有語尾。性格積極、樂觀，時常和彼方互相勉勵。
重視每一個粉絲，有回覆粉絲信的習慣，信件都是手寫的。
於Stage 20中襲名第8代篠田麻里子／麻里子大人，並改變髮型。
襲名後除了正式成員的活動，也會繼續與研究生一起行動。

#### 76期
鳄淵惠（聲：木下百花（NMB48）（日语）；Meaghan Avocado（英语））
76期研究生。在第7話中，因才能優異被選作柏木由紀〔Yukirin〕的Under。
與10代宮澤佐江（原名陽子）同期的死黨，希望能與陽子同台演出。自稱「僕）」。
在AKB0048主力被迫撤離秋葉星時，與76期研究生全員留守在秋葉星AKB0048劇場地下的聖域。
柳川葉月（聲：竹内美宥（AKB48））
76期研究生。
白井瑞穗（聲：高森奈津美）
76期研究生。
市岡姫子（聲：石原夏織）
76期研究生。形象特徵是頭頂一顆檸檬。
堂島宇美
76期研究生。
志良堂晶
76期研究生。
蓮見李英
76期研究生。

### 襲名成員
第9代 大島優子／Yuko（聲：神田朱未（日语）；Tiffany Terrell（英语））
原為第72期研究生；原名：君島光。出身地：日光星
性格開朗，活潑，好動，渾身充滿元氣，說話爽朗。
擅長跳快速和動作多的舞蹈。戰鬥時特別機敏，偶爾會聯絡成員踢足球，休息時候也會和其他成員拍照。因為總是很有元氣，被人誤會很愛做運動，但其實真正愛好的是拍照，另外還有讀書和猜謎，並認為這些事都不起眼。
在研究生時，很希望成為13代敦子那樣的center並能夠超越她。十分不滿廢除center制度。
在Stage 21 為了守護秋葉星的光芒（與13代目前田敦子的諾言），在戰鬥中引發了center nova現象，然後消失。
在Stage 26 在受13代敦子所託，希望她照亮當下後，於秋葉星返回現實世界，回歸AKB0048。
第3型 渡邊麻友／Mayuyu（聲：田村由香里（日语）；Hayley Adams（英语））
型號：渡邊麻友＝android MAYUYU code-CG-3。原產地：秋葉星
鏡頭前顯得迷人的成員。有時會說出意味很深的話，雙馬尾能探測出附近敵人，手臂能變成可連發槍炮。但在台下，手上總是拿著食物，而且食量是別人的幾倍，如果不夠吃的話，就會變得超級恐怖的樣子。
第5代 高橋南／Takamina（聲：白石涼子（日语）；Cynthia Martinez（英语））
原名：有澤栞。出身地：宿務星
21歲，是襲名組的領袖，作戰場內重要的指揮隊長，比任何人都顯得特別努力，她頭上的蝴蝶可以攻擊敵人。
在偷偷進入聖域後親眼目睹了襲名Kirara選擇了彼方襲名高橋南，而不是自己。一度無法面對毫不知情的彼方對自己的仰慕之情，雖然不想放棄高橋南這個名字，但也因為對彼方的認同而產生畢業念頭，打算讓彼方順利襲名第6代高橋南。
最終因為「一切都不及成員們和演唱會成功重要」的心願而與初代高橋南的靈魂產生共鳴，襲名Kirara因此再次選擇了她襲名高橋南，並在片桐翼告知她之後選擇繼續留下。
第10代 秋元才加／Sayaka（聲：川澄綾子（日语）；Beth Lazarou（英语））
原名：五十嵐晶。出身地：實芭蕉星
21歲，雖為美人，但行為一點也不像女性，而且受不了別人在她面前裝性感。喜歡鍛鍊身體，亦會鍛鍊他人。
第11代 板野友美／Tomochin（聲：植田佳奈（日语）；Allison Sumrall（英语））
原名：板野友世。出身地：秋葉星
可愛的代表，有著最好的休閒裝品味，卻是一個味癡。不論小孩還是大人都有粉絲群。雖然比較少說話，但其實對後輩很友善。
時而因作為板野友美的影子而煩惱，不過仍然喜歡作為板野友美的自己。
家族每代女性均襲名板野友美，同時因繼承了初代板野友美的基因，所以實際上每代樣貌也差不多，並以作為板野友美為目標來教育女兒，而且連女婿也要選擇跟板野友美樣貌相似的男性入贅。
姐姐（板野友華）曾襲名第10代板野友美；外婆和母親也曾分別襲名第8、9代板野友美。
住家為純和風建築，與AKB0048宿舍可步行來往。
在AKB0048主力被迫撤離秋葉星時，留守在秋葉星AKB0048劇場地下的聖域。
第6代 柏木由紀／Yukirin（聲：堀江由衣（日语）；Margaret McDonald（英语））
原名：黒木綾子。出身地：佐津間星。19歲。
希望一生都為偶像，粉絲對其有神的評價。事事都抱持自己是最好的態度，亦作為大姐一般的角色。
有護士執照，有時會兼任艦長代理。
第8代 小嶋陽菜 ／Kojiharu（聲：能登麻美子（日语）；Nancy Novotny（英语））
原為第72期研究生；本名：櫻木千春。出身地：浦和星
與優子同為72期的研究生，在當了很久研究生，花了很多努力後才得以襲名第8代小嶋陽菜。同時也擔任研究生的聲樂老師。
與其他成員使用的麥克風光劍不同，她使用心型權杖作為武器攻擊敵人。
在AKB0048主力被迫撤離秋葉星時，留守在秋葉星AKB0048劇場地下的聖域。
第10代 宮澤佐江 ／Sae（聲：中原麻衣（日语）；Shannon Emerick（英语））
原為第76期研究生；原名：朝宮陽子。出身地：尾久玉星
在76期中最早襲名的研究生。16歲，體育系女子，參加最多的戰鬥。有較多女性支持者。
與同期的鱷淵惠關係特別好。
第8代 篠田麻里子 ／麻里子大人
原為第75期研究生；原名岸田美森。
在75期中最早襲名的研究生，17歲。
详细资料请参见岸田美森。
第14代 前田敦子／Acchan
原為第77期研究生；原名本宮凪沙。
在77期中最早襲名的研究生，14歲。
详细资料请参见本宮凪沙。
其他襲名成員
- 9代目北原里英（Kitarie）在選拔總選舉得到速報第十名。
- 7.5代目横山由依（Yuihan）
- 7代目梅田彩佳（Ume-chan）
- 5代目片山陽加（Ha-chan）
- 12代目多田愛佳（Lovetan）
- 6代目大家志津香（Shi-chan）
- 9代目倉持明日香（Mochi）
- 10代目高城亞樹（Akicha）
- 8代目島崎遥香（Paruru）
- 7代目宮崎美穂（Miya-o）

### 襲名成員 （畢業）
第13代 前田敦子／Acchan（聲：澤城美雪（日语）；Sasha Paysinger（英语））
曾經擔任團隊center的位置，是個了不起的人。有著相當自我的步調，平時總是文靜謙遜。表演時，一瞬間所有kirara會聚集在她身邊閃耀起來。在優子成為襲名一段時間後，在某場演唱會中消失在Center Nova現象之中。
第9代 宮澤佐江 ／Sae（聲：中原麻衣（日语）；Shannon Emerick（英语））

### 關係者
片桐翼（聲：嘉數由美（日语）；Shelley Calene-Black（英语））
AKB0048劇場的支配人兼製作人。原第7代篠田麻子／麻里子大人，出身地：藍花星
現擔任劇場的經理兼製作人。
身為襲名成員的時候，與第13代前田敦子十分要好。並且親眼目睹了第13代前田敦子消失在Center Nova現象之中。
為了調查第13代前田敦子消失的原因，決定畢業並加入運營方。
先聖先生（聲：渡邊克己（日语）；David Wald（英语））
決定AKB0048一切事務的決策者，其本體目前還未知，禁止所有成員調查真相。原型是AKB48總製作人秋元康。
牛山（聲：小野大輔（日语）；Illich Guardiola（英语））
AKB0048御用舞蹈老师，繼承了AKB48創立初期的夏真弓老師的嚴厲。也有溫和的一面。
PAPA大廚（聲：山本格（日语）；John Swasey（英语））
秋葉星AKB0048的食堂御廚。
南野美果子（聲：小島幸子（日语）；Allison Keith（英语））
原第5代峯岸南／Miichan，在團時擔任Center Nova並一度引發現象。畢業離隊之後成為攝影師，與翼宣稱要阻止Center Nova制度復活。
計劃通過Center Nova現象打開的時空之門，把包括13代前田敦子在內的所有消失成員全部帶回現實世界，因此與Zodiac合作，潛入AKB0048作為臥底。但是實際被Zodiac利用，更導致DES軍攻打秋葉星。
隨AKB0048撤退後被監禁，與成員剖白Center Nova的真相和自己的想法。其後為保護Flying Get號而獨自出擊攻打追兵，在彈盡之時被成員救回，得以和AKB0048和解。
和解後自稱見習研究生，繼續與AKB0048一同行動。
擁有在AKB0048首屈一指的駕駛和操縱技術。
凪沙之父（聲：大川透（日语）；Christopher Ayres（英语））
藍花星藝能管理課的課長。堅決反對女兒加入AKB0048。但也因為拒絕讓凪沙放棄研究生身份退出AKB0048，而被關進監獄。
Stage 13 中在觀看凪沙等人的研究生演唱會後，開始認同藝能。
凪沙之母（聲：井上喜久子（日语）；Nancy Novotny（英语））
家庭主婦。在凪沙離開藍花星參加選拔時為她製作髮圈，給予支持。
護（聲：石田晴香（AKB48）（日语）；Greg Ayres（英语））
與友歌投契的少年，因友歌有意加入AKB0048而分離。喜歡友歌（其已向她告白）。因友歌成為研究生一員，而開始留意AKB0048，並迷上了。自稱是鈴子的粉絲，但實際上默默應援友歌。
高圓寺葵（聲：古川愛李（SKE48）；Margaret McDonald（英语））
藍花星WOTA支部的女性成員。友歌的粉絲。與護關係友好。
智惠理之父（聲：速水獎（日语）；David Matranga（英语））
ZODIAC社長。似乎在研究kirara現象的樣子，一直私下觀察女兒及AKB0048的情勢，並希望女兒能夠在此幫助他，是個不擇手段的人。
在Stage 24 遭不明人士暗殺。

### 客串演出
石田晴香（AKB48）
護（1、11—13、26話）
廣播員（第2話）
巫女A（第3話）
佐藤堇（AKB48）
操作員（第1、2話）
巫女B（3話）
- 以下是特別推薦之成員

村重杏奈（HKT48）
機場廣播（俄羅斯語）（第2話）
阿倫娜（第9話）
凍土星四名小孩之一。
古川愛李（SKE48）
彌生
織音的粉絲。
葵（第11—13話）

### 其他
第6話
假面少年（聲：小林優）
7代目指原莉乃的粉絲。因織音希望襲名指原莉乃而討厭她，投寄恐嚇信。但後來被織音感動而成為她的粉絲。
第9話
維拉（聲：東山奈央）、吉娜（聲：前田玲奈）、妮卡（聲：赤崎千夏）
凍土星四名小孩之三。
第11—13話
WOTA隊長（聲：保村真）
WOTA藍花星分部的隊長。彼方的粉絲。
第18話
東野二等兵（聲：武虎）
DES軍的士兵。實際上是潛伏在軍中的AKB0048粉絲，與真琴一樣是奈仁波星出身，因此也選擇支持她。後來離開DES軍轉投WOTA。

### 生物
kirara
通常為漂浮狀態的果凍狀生物，會跟隨著偶像並發出耀眼的光芒，偶像對它們有著融化般的力量，同時也有感知偶像的能力。因此Kirara在突擊演出時也用作舞台燈光照明，眾多kirara聚集時也有空間傳送的作用，稱為kirara驅動器。
襲名kirara
牠們居住在AKB0048劇場地下的聖域內，可以感知靈魂的資質，而且由牠們以映照的形式，同時映照出襲名成員以及她所對應的初代AKB48成員。不過每次映照的結果也可能有所改變。但由牠們選擇的襲名成員，只作參考，一旦由牠們決定的襲名成員與現時的襲名成員不同，也不能立即改變，只能待現時的襲名成員畢業離隊之後才能作出變更。
專屬kirara
專屬於某個成員，外型與該成員的特徵相似。

## 用語
AKB0048
一般略稱為00（Zero Zero），為了承襲以往地球上的傳奇組合AKB48而結成的「能來見你的偶像」組合。進入組合成為研究生後，只有通過艱苦的歌舞和作戰訓練，堅持到最後的成員才能承繼初代成員的名字。
AKB0048 Live Suits
Live Assault Suits（LAS）。AKB0048専用的人型戰鬥用兵器。
Flying plate
通稱。小型的移動型浮遊舞台，成員在舞台外的移動手段，也可變型成Live Assault Suit的駕駛艙。
Mic Saber（麥克風劍）
戰艦 髮箍
可變型強襲舞台艦Flying Get
襲名制
AKB0048為表揚和致敬第一代AKB48而創下的制度。成為正式成員後，都會繼承一個初代AKB48正式成員的名字。要繼承藝名，成員不僅要在外表、性格、歌唱、舞蹈和表演上有所相似，亦要顯出最重要的「魂之性質」。當然經驗、適應能力還有時機也會影響襲名成員的名單。
就算通過繼承，成員亦要繼續在突破DES軍的防衛網、緊張的現場演出及嚴厲的戰鬥訓練中付出巨大努力，所以不太多研究生可以堅持到最後。如果適合的人不在時，相關位置將會懸空。
另外，襲名成員除非畢業，否則就算有更為相似靈魂的研究生也無法即時代替當中的襲名位置，一定要等到對方離開或畢業才能當上懸空的位置。
故事開始時，成功繼承原隊藝名的成員僅有十多人，所以演出時亦沒有用上過去AKB48的隊伍制或選拔成員制。製作人當前的目標是原隊正式成員六十多人的名字全數得以繼承。
當出現襲名成員時，該名繼承的成員便因自身與初代成員的靈魂產生共鳴，身體適應期間會出現發燒症狀，此現象被稱為「襲名發熱」。
UNDER制度
現在的UNDER制度，就是如果原來的襲名無法演出時，由其他成員來代替原來襲名成員的位置。
在初代AKB48中，UNDER制度的意義是指，在成員不參加公演的時候，由其他成員或研究生代演。而現時在禁止演藝的星球表演會帶來危險，所有只有足夠訓練的精英才會登場演出，但因為演藝活動愈來愈受歡迎所以才恢復UNDER制度。
UNDER制度與襲名制都是不以加入時間論資排輩；與襲名不同的是，這與靈魂的資質無關，只是根據現有實力來進行選拔。
深銀河貿易機構（Deep Galaxy Trading Organization（D.G.T.O））
成立星間航法後，人類於宇宙的生活基本上由本機構支配，並以「準備可能跟異星人或生命體遭遇的戰鬥」為由，掌握一切軍事實權。旗下「DES」為演藝禁止的特種部隊。
內部設有地下賭場，以DES軍和AKB0048的戰鬥開設賭局，以獲取巨大經濟利益。
DES軍
與AKB0048對立的政府軍・深銀河貿易機構（D.G.T.O）的文藝鎮壓特殊部隊。但軍隊內部也有隱藏的AKB0048支持者。
真正目的是為了讓偶像和kirara作為軍事用途，因此去活捉AKB0048成員。
演藝禁止
由於D.G.T.O認為「演藝」和「歌曲」是擾亂人心之物，所以推行了「演藝禁止法」和「演藝禁止條例」。違紀者會被冠以恐怖份子之名，並作出強力鎮壓。
規制水平會根據行星特徵而有所不同，其中具所有演藝都禁止的星球、也有因AKB0048的活動而對演藝活動稍有放鬆的星球。
保護演藝活動正常進行的星球則被稱為「藝能防衛圈」，尤其是秋葉星和熱海星所在的星域更被稱為「藝能絕對防衛圈」。
CENTER NOVA制度
CENTER NOVA制度是指，在AKB0048成員裏的中心，在任何歌曲下，CENTER的位置是不變的。
但因為擔任CENTER NOVA的多位成員均迅速畢業離隊，甚至以CENTER NOVA現象消失，在13代前田敦子消失後，為了不讓流言擴大，廢除了CENTER NOVA制度。
制度廢除之後，根據歌曲不同，CENTER也除之變更，所以並無CENTER制度可言。
Satge 14 中由翼宣佈CENTER NOVA制度的復活。
Stage 21 第9代大島優子成為了CENTER NOVA並消失。
Stage 26 園智惠理成為了CENTER NOVA。
CENTER NOVA現象
指擔任CENTER NOVA的成員消失的現象。現象被引發之後，Kirara聚集在成員身邊，閃耀出極為耀眼的光芒，成員即在光芒中消失。
提及過以CENTER NOVA現象消失的成員有第13代前田敦子、第6代橫山由依、第7代和第9代的大島優子。
時任第5代峯岸南的南野美果子亦曾引發CENTER NOVA現象，但因對其產生恐懼而免於消失，隨後迅速畢業離隊。因此為了重啟CENTER NOVA現象，帶回所有消失的成員，而與Zodiac秘密結約，成為臥底。
成員會消失是因為聚集起來的集體無意識，通過Kirara和雙晶素的力量而把成員傳送到時間狹隙中另一個空間的劇場，為了不讓人們的潛意識也被絕望吞噬而繼續歌唱。
第9代大島優子被傳送到該空間後，迷失在階梯上，無法抵達空間裏的劇場。在與13代前田敦子會面後最終被傳送回現實世界而回歸。
WOTA（Whole Over Technology Association）
以龐大的財力人脈及技術力支援著AKB0048的研究機關，真正危險時候會與AKB0048一同戰鬥的粉絲，勢力遍佈銀河各地。

痛裝
友美之書
板野友美的襲名成員家族須攜帶友美之書，共有48卷，記述初代板野友美的性格和行為特徵。其中包括「必須具有高超的審美意識」、「必須常常是味癡」等等。
雙晶素
星際航行時作為動力來源的特殊物質。因為能夠增強kirara的能力而用於kirara驅動器。
雖然現時只能挖掘出微量的雙晶素，但也有如秋葉星等雙晶素儲量豐富的行星。
選抜總選舉
與CENTER NOVA制度一同宣佈復活，以人氣投票位居前列的成員作為新單曲選拔成員的選舉。
AKB審訊
D.G.T.O.指控園智恵理、東雲楚方和黑木綾子（6代目柏木由紀）三人以違反藝能禁止法以及涉嫌進行反政府恐怖活動的強制公開審訊。
現場直播中宣判三人判監48年後，在還押監房前被其他成員救出。
在審訊現場戒備森嚴的情況下居然能讓AKB0048輕易救走三人，基本可以確定與ZODIAC的背後安排有關。

## 製作人員
- 企劃、監修：秋元康
- 原作：河森正治、SATELIGHT
- 總監督：河森正治
- 監督：平池芳正
- 系列構成、劇本：岡田麿里
- 角色設計：江端里沙
- 副角色設計、總作畫監督：井上英紀、伊藤郁子、伊藤真理子
- 舞蹈原畫家：相澤昌弘
- 機械設計：Stanislas Brunet
- 美術設計：Thomas Romain、Yann Le Gall
- 美術監督：伊藤聖
- 色彩設計：品地奈奈繪
- CG導演：加藤裕幸（unknownCASE）
- CGI製作人：橋本
- 攝影監督：植田真樹
- 剪接：坪根健太郎（REAL-T）
- 音響監督：明田川仁
- 音響效果：古谷友二
- 音響製作：Magic Capsule
- 音樂：高木洋、Slavomir Stanislaw Kowalewski
- 音樂製作協力：木尾榮子（Regard Music）
- 動畫製作人：金子文雄
- 動畫製作：SATELIGHT
- 執行製作人：大月俊倫、佐藤道明
- AKB執行製作人：窪田康志
- 製作：AKB0048製作委員會

## 音樂

### 主題曲
第1季
片頭曲（關於希望）（第2－12話）
主唱：NO NAME，作詞：秋元康，作曲：川浦正大，編曲：野中雄一
第1話為片尾曲。第13、16、17、25、26話為插曲。
片尾曲（夢將不斷重生）（第2－8、10－11話）
主唱：NO NAME，作詞：秋元康，作曲、編曲：伊藤心太郎
第13、16、17話為插曲。
片尾曲（彩虹列車）（第13話）
主唱：NO NAME，作詞：秋元康，作曲：藤本貴則，編曲：野中雄一
第14、21、26話為插曲。
第2季
片頭曲（六神無主的聲音）（第15話－第26話）
主唱：NO NAME，作詞：秋元康，作曲、編曲：Shusui、
第26話為片尾曲。
片尾曲（將淚水獻給你）（第14話－第25話）
主唱：NO NAME，作詞：秋元康，作曲：夏海寬，編曲：武藤星兒
第26話為插曲。

### 插曲
| 日文歌名         | 中文譯名           | 話數                    | 描述 |
| ---------------- | ------------------ | ----------------------- | --- |
|                  | 想見你             | 第1、3、8、9、21話      | 收錄於AKB48第1張由日本唱片協會正式會員單位發行的單曲《想見你》                                                                    |
|                  | 少女們             | 第1、15話               | AKB48主題紀錄片 《DOCUMENTARY of AKB48 to be continued 10年後，少女們對自己有什麼想法？》 主題曲 收錄於首張原創專輯《就是在這裡》 |
|                  | 初日               | 第1、4、14、16話        | 於AKB48劇場公演 TeamB 3rd Stage「睡衣兜風」首次公開 收錄於第12張單曲《驚喜之淚！》                                                |
|                  | AKB參上！          | 第2、17話               | Team A 5th Stage「戀愛禁止條例」劇場公演歌曲                                                                                      |
|                  | 無限重播           | 第2、4、9、17、18、21話 | 收錄於AKB48第17張單曲《無限重播》                                                                                                 |
| Beginner         | Beginner           | 第3、8、15、16話        | 收錄於AKB48第18張單曲《Beginner》                                                                                                 |
|                  | 馬尾與髮圈         | 第3、16、19話           | 收錄於AKB48第16張單曲《馬尾與髮圈》                                                                                               |
|                  | 檸檬的年紀         | 第4話                   | Team K 6th Stage「RESET」劇場公演歌曲，由「前座Girl」演唱                                                                         |
|                  | 仲夏的Sounds good! | 第6話                   | 收錄於AKB48第26張單曲《仲夏的Sounds good!》                                                                                       |
|                  | Anti               | 第6話                   | 收錄於AKB48第21張單曲《Everyday、髮箍》                                                                                           |
| RIVER            | RIVER              | 第7、9、18、25話        | 收錄於AKB48第14張單曲《RIVER》 |
|                  | 黃金中心           | 第7話                   | 收錄於AKB48第20張單曲《變成櫻花樹》                                                                                               |
|                  | 心型病毒           | 第9話                   | Team A 5th Stage「戀愛禁止條例」劇場公演歌曲                                                                                      |
|                  | 眼淚的拉鋸戰       | 第9話                   | 收錄於第17張單曲《無限重播》的B面中                                                                                               |
|                  | 支柱               | 第9話                   | TeamK 4th Stage“最终钟声鸣响”劇場公演歌曲                                                                                         |
| To be continued. | To be continued.   | 第11話                  | Team K 5th Stage「引體後空翻」劇場公演歌曲                                                                                        |
|                  | 沙灘的櫻桃         | 第11、12、13話          | Team A 2nd Stage「想見你」劇場公演歌曲                                                                                            |
|                  | 大聲鑽石           | 第12、19話              | 收錄於AKB48第10張單曲《大聲鑽石》                                                                                                 |
|                  | 約好了唷           | 第13話                  | Team K 2nd Stage「青春女孩」劇場公演歌曲                                                                                          |
| Pioneer          | Pioneer            | 第14話                  | Team A 6th Stage「目擊者」劇場公演歌曲                                                                                            |
|                  | 在你化作星星之前   | 第16話                  | Team K 2nd Stage「青春女孩」劇場公演歌曲                                                                                          |
|                  | 奇跡也趕不及合格   | 第17話                  | Team K 6th Stage「RESET」劇場公演歌曲                                                                                             |
|                  | 制服的抵抗         | 第17話                  | Team K 6th Stage「RESET」劇場公演歌曲                                                                                             |
|                  | 專屬於我的value    | 第18話                  | 收錄於AKB48第18張單曲《Beginner》                                                                                                 |
|                  | 機會的順序         | 第19話                  | 收錄於AKB48第19張單曲《機會的順序》                                                                                               |
|                  | 摩天樓的距離       | 第19話                  | Team A 6th Stage「目擊者」劇場公演歌曲                                                                                            |
| RESET            | RESET              | 第19話                  | Team K 6th Stage「RESET」劇場公演歌曲                                                                                             |
|                  | 崇尚麻里子         | 第20話                  | 收錄於AKB48第24張單曲《崇尚麻里子》                                                                                               |
|                  | 化作滾石吧         | 第21話                  | Team K 2nd Stage「青春女孩」劇場公演歌曲                                                                                          |
|                  | 風正在吹           | 第21、26話              | 收錄於AKB48第23張單曲《風正在吹》                                                                                                 |
| Blue rose        | Blue rose          | 第22話                  | Team K 2nd Stage「青春女孩」劇場公演歌曲                                                                                          |
|                  | 唔吼大遊行         | 第23話                  | Team K 6th Stage「RESET」劇場公演歌曲                                                                                             |
|                  | ☆之彼方            | 第24話                  | Team A 6th Stage「目擊者」劇場公演歌曲                                                                                            |

## 每話列表
| 話數     | 日文標題 | 中文標題           | 劇本     | 分鏡                        | 演出                       | 作畫監督                                                                                                | 總作畫監督                            |
| 第1季    | 第1季    | 第1季              | 第1季    | 第1季                       | 第1季                      | 第1季                                                                                                   | 第1季                                 |
| -------- | -------- | ------------------ | -------- | --------------------------- | -------------------------- | --- | ------------------------------------- |
| Stage 1  |          | 不滅的夢想         | 岡田麿里 | 河森正治 平池芳正           | 高島大輔                   | 山田裕子 長坂寛治 坂本俊太（補助）                                                                      | 井上英紀 伊藤郁子                     |
| Stage 2  |          | 選中的光芒         | 岡田麿里 | 河森正治 平池芳正           | 水本葉月 高島大輔 築紫大介 | 小倉典子 今西亨 杉村友和 長坂寛治（協力）                                                               | 井上英紀 伊藤郁子                     |
| Stage 3  |          | 星塵選拔           | 岡田麿里 | 島津裕行                    | 大野和壽                   | 安藤正浩 古澤貴文                                                                                       | 伊藤真理子                            |
| Stage 4  | [ 註 4 ] | 這份努力不會辜負你 | 岡田麿里 | 安田賢司                    | 大脊戶聰                   | 伊藤大翼 大河内忍 坂本俊太 今西亨（補助）                                                               | 井上英紀 伊藤郁子                     |
| Stage 5  |          | 各自的休息日       | 岡田麿里 | 平池芳正 島津裕行           | 筑紫大介                   | 福世孝明 加野晃                                                                                         | 井上英紀 伊藤郁子                     |
| Stage 6  |          | 初次的握手會       | 岡田麿里 | 三浦和也                    | 三浦和也                   | 長坂寬治、山本真理子                                                                                    | 伊藤真理子                            |
| Stage 7  |          | 襲名kirara         | 岡田麿里 | 安田賢治                    | 安田賢治                   | 伊部由起子 北川大輔 砂川正和 野道佳代                                                                   | 井上英紀 伊藤郁子                     |
| Stage 8  |          | 那個名字、屬於誰的 | 岡田麿里 | 西村純二                    | 松田清                     | 今西亨 藤本悟                                                                                           | 伊藤真理子                            |
| Stage 9  |          | 心情聯繫           | 岡田麿里 | 河森正治 平池芳正           | 高島大輔                   | 大河內忍 坂本俊太 鹽川貴史 式地幸喜                                                                     | 伊藤郁子 井上英紀                     |
| Stage 10 |          | 波間的奇蹟         | 岡田麿里 | 島津裕行                    | 大野和壽                   | 杉村友和 山本真理子 長坂寬治                                                                            | 伊藤郁子 井上英紀                     |
| Stage 11 |          | 再次前往藍花星     | 岡田麿里 | 小野勝巳                    | 伊藤達文                   | 式地幸喜 福田紀之 新妻瑠維                                                                              | 伊藤真理子                            |
| Stage 12 |          | 歌頌愛的偶像       | 岡田麿里 | 小野勝巳 河森正治           | 水本葉月 筑紫大介 松田清   | 今西亨 後藤麻里子 栗原學 大河原晴男                                                                     | 伊藤郁子 井上英紀 伊藤真理子          |
| Stage 13 |          | 為了笑容           | 岡田麿里 | 河森正治 島津裕行           | 高島大輔                   | 相則昌宏、今西亨、大河內忍 栗原基彥、坂本俊太、鹽川貴史 式地幸喜、杉村友和、藤本悟 長坂寬治、山本真理子 | 伊藤郁子 井上英紀 伊藤真理子          |
| 第2季    |          |                    |          |                             |                            | |                                       |
| Stage 14 |          | 少女裁判           | 岡田麿里 | 河森正治                    | 高島大輔                   | 伊藤郁子 井上英紀                                                                                       | 山田裕子、今西亨 長坂寬治             |
| Stage 15 |          | 驚愕的新展開！？   | 根元歲三 | 島津裕行                    | 大野和壽                   | 大河內忍、鹽川貴史 館崎大                                                                               | 伊藤真理子                            |
| Stage 16 |          | 偶像的黎明前夕     | 岡田麿里 | 河森正治 松田清             | 松田清                     | 渡部由紀子、石田啟一 坂本俊太                                                                           | 伊藤郁子 井上英紀                     |
| Stage 17 |          | 新選拔總選舉       | 岡田麿里 | 河森正治 平池芳正           | 小高義規                   | 山本真理子、後藤麻梨子 大河原晴男                                                                       | 伊藤郁子 井上英紀                     |
| Stage 18 |          | 禁忌的星球         | 樋口達人 | 福田道生                    | 伊藤達文                   | 丸英男 渡部貴善                                                                                         | 伊藤真理子                            |
| Stage 19 |          | 繼承光輝之人       | 根元歲三 | 島津裕行 河森正治           | 高島大輔                   | 大河內忍、鹽川貴史 館崎大、山田裕子                                                                     | 伊藤郁子 井上英紀                     |
| Stage 20 |          | 美森革命           | 樋口達人 | 小野勝巳                    | 大野和壽                   | 今西亨                                                                                                  | 吉岡敏幸、細川修平 佐佐木一浩、森田實 |
| Stage 21 |          | 決戰秋葉星         | 岡田麿里 | 河森正治 松田清             | 松田清                     | 內田孝、坂本俊太 長坂寬治、渡部由紀子                                                                   | 伊藤郁子 井上英紀                     |
| Stage 22 |          | 藍色的背叛         | 根元歲三 | 伊藤達文                    | 伊藤達文                   | 渡部貴善、鹽川貴史 石田啟一                                                                             | 伊藤真理子 今西亨                     |
| Stage 23 |          | 吶喊天堂           | 樋口達人 | 福田道生                    | 小高義規 近藤一英          | 栗原基彥、畑智司 大河原晴男                                                                             | 伊藤郁子 井上英紀                     |
| Stage 24 |          | 門的彼方           | 根元歲三 | 島津裕行                    | 福島宏之                   | 小山知洋、後藤麻梨子 坂本俊太、山田裕子                                                                 | 井上英紀、伊藤郁子 今西亨             |
| Stage 25 |          | 前往劇場的道路     | 岡田麿里 | 島津裕行、河森正治 平池芳正 | 松田清                     | 石田啟一、大河內忍 館崎大、渡部由紀子                                                                   | 伊藤真理子 今西亨                     |
| Stage 26 | NO NAME… | NO NAME…           | 岡田麿里 | 河森正治                    | 高島大輔                   | 栗原基彥、後藤麻理子 坂本俊太、鹽川貴史 長坂寬治、渡部貴義、畑智司                                      | 井上英紀、伊藤郁子 伊藤真理子、今西亨 |

## 播放電視台
日本深夜動畫：下文記載的日本国内播放時間使用日本標準時間（UTC+9）表示。因為部分時間标识會採用30小时制，因此請留意这类超过24:00的时间，其實際播放時間為翌日清晨。
| 播放地區      | 播放電視台   | 播放日期                | 播放時間                  | 所屬聯播網 | 備註       |
| 第一期        | 第一期       | 第一期                  | 第一期                    | 第一期     | 第一期     |
| ------------- | ------------ | ----------------------- | ------------------------- | ---------- | ---------- |
| 神奈川縣      | 神奈川電視台 | 2012年4月29日－7月22日  | 星期日 23時00分－23時30分 | 獨立UHF局  |            |
| 群馬縣        | 群馬電視台   | 2012年4月29日－7月22日  | 星期日 23時30分－24時00分 | 獨立UHF局  |            |
| 埼玉縣        | 埼玉電視台   | 2012年4月29日－7月22日  | 星期日 23時30分－24時00分 | 獨立UHF局  |            |
| 兵庫縣        | SUN電視台    | 2012年4月29日－7月22日  | 星期日 23時30分－24時00分 | 獨立UHF局  |            |
| 廣島縣        | 廣島電視台   | 2012年4月29日－7月22日  | 星期日 25時20分－25時50分 | 日本電視網 |            |
| 栃木縣        | 栃木電視台   | 2012年4月30日－7月23日  | 星期一 23時30分－24時00分 | 獨立UHF局  |            |
| 宮城縣        | 東北放送     | 2012年5月1日－7月24日   | 星期二 25時10分－25時40分 | 日本新聞網 |            |
| 北海道        | 北海道電視台 | 2012年5月3日－8月2日    | 星期四 26時15分－26時45分 | 朝日電視網 |            |
| 三重縣        | 三重電視台   | 2012年5月4日－7月27日   | 星期五 16時30分－17時00分 | 獨立UHF局  |            |
| 千葉縣        | 千葉電視台   | 2012年5月5日－7月28日   | 星期六 23時30分－24時00分 | 獨立UHF局  |            |
| 京都府 滋賀縣 | 京都放送     | 2012年5月5日－7月28日   | 星期六 23時30分－24時00分 | 獨立UHF局  |            |
| 日本全國      | BS11         | 2012年5月9日－8月1日    | 星期三 27時00分－27時30分 | 衛星電視   | ANIME+節目 |
| 福島縣        | 福島電視台   | 2012年5月9日－8月8日    | 星期三 15時30分－16時00分 | 富士新聞網 |            |
| 岩手縣        | IBC岩手放送  | 2012年5月11日－8月3日   | 星期五 15時50分－16時20分 | 日本新聞網 |            |
| 福岡縣        | TVQ九州放送  | 2012年7月1日－9月23日   | 星期日 06時30分－07時00分 | 東京電視網 |            |
| 東京都        | TOKYO MX     | 2012年7月7日－9月29日   | 星期六 25時30分－26時00分 | 獨立UHF局  |            |
| 長崎縣 佐賀縣 | 長崎放送     | 2012年7月23日－10月15日 | 星期一 25時00分－25時30分 | 日本新聞網 |            |
| 日本全國      | ANIMAX       | 2012年10月24日－        | 星期三 22時00分－22時30分 | 衛星電視   | 有重播     |
| 第二期        |              |                         |                           |            |            |
| 神奈川縣      | 神奈川電視台 | 2013年1月5日－3月30日   | 星期六 25時00分－25時30分 | 獨立UHF局  |            |
| 千葉縣        | 千葉電視台   | 2013年1月5日－3月30日   | 星期六 25時00分－25時30分 | 獨立UHF局  |            |
| 東京都        | TOKYO MX     | 2013年1月5日－3月30日   | 星期六 25時30分－26時00分 | 獨立UHF局  |            |
| 福岡縣        | TVQ九州放送  | 2013年1月6日－3月31日   | 星期日 06時30分－07時00分 | 東京電視網 |            |
| 埼玉縣        | 埼玉電視台   | 2013年1月6日－3月31日   | 星期日 23時30分－24時00分 | 獨立UHF局  |            |
| 兵庫縣        | SUN電視台    | 2013年1月6日－3月31日   | 星期日 23時30分－24時00分 | 獨立UHF局  |            |
| 栃木縣        | 栃木電視台   | 2013年1月6日－3月31日   | 星期日 23時45分－24時15分 | 獨立UHF局  |            |
| 京都府 滋賀縣 | 京都放送     | 2013年1月6日－3月31日   | 星期日 24時00分－24時30分 | 獨立UHF局  |            |
| 廣島縣        | 廣島電視台   | 2013年1月6日－3月31日   | 星期日 25時50分－26時20分 | 日本電視網 |            |
| 福島縣        | 福島電視台   | 2013年1月9日－4月3日    | 星期三 15時28分－15時58分 | 富士新聞網 |            |
| 宮城縣        | 東北放送     | 2013年1月10日－4月4日   | 星期四 25時30分－26時00分 | 日本新聞網 |            |
| 三重縣        | 三重電視台   | 2013年1月11日－4月5日   | 星期五 17時00分－17時30分 | 獨立UHF局  |            |
| 日本全國      | BS11         | 2013年1月11日－4月5日   | 星期五 23時30分－24時00分 | 衛星電視   | ANIME+節目 |
| 北海道        | 北海道電視台 | 2013年1月12日－4月6日   | 星期六 26時45分－27時15分 | 朝日電視網 |            |
| 群馬縣        | 群馬電視台   | 2013年1月13日－4月7日   | 星期日 23時30分－24時00分 | 獨立UHF局  |            |

## 漫畫
- AKB0048 Episode0（講談社《Nakayoshi》2012年2月號開始連載）

| 卷數 | 講談社         | 講談社                                                      | 講談社 |
| 卷數 | 發售日期       | ISBN                                                        |        |
| ---- | -------------- | ----------------------------------------------------------- | ------ |
| 1    | 2012年4月27日  | ISBN 978-4063643510（通常版） ISBN 978-4063622201（特裝版） |        |
| 2    | 2012年8月6日   | ISBN 978-4063643596                                         |        |
| 3    | 2012年12月28日 | ISBN 978-4063643718                                         |        |
| 4    | 2013年3月6日   | ISBN 978-4063643787                                         |        |
| 5    | 2013年8月6日   | ISBN 978-4063643923                                         |        |
| 6    | 2013年12月6日  | ISBN 978-4063644043                                         |        |
| 7    | 2014年8月6日   | ISBN 978-4063644357                                         |        |

- AKB0048 心型行動（AKB0048 ハート型オペレーション，講談社《別冊FRIEND》2012年2月號開始連載）

| 卷數 | 講談社        | 講談社              | 講談社 |
| 卷數 | 發售日期      | ISBN                |        |
| ---- | ------------- | ------------------- | ------ |
| 1    | 2012年5月11日 | ISBN 978-4063418040 |        |
| 2    | 2012年8月6日  | ISBN 978-4063766813 |        |

- AKB0048外傳 飛出去！AKB零零女學園（AKB0048外伝 とびだせ!AKBぜろぜろ女学園，講談社《Magazine Special》2012年No.2開始連載）

| 卷數 | 講談社        | 講談社              | 講談社 |
| 卷數 | 發售日期      | ISBN                |        |
| ---- | ------------- | ------------------- | ------ |
| 1    | 2012年6月17日 | ISBN 978-4063847321 |        |
| 2    | 2013年5月17日 | ISBN 978-4063848205 |        |
| 3    | 2014年3月17日 | ISBN 978-4063950359 |        |

- AKB0048 宇宙第一接！（AKB0048 宇宙で一番ガチなヤツ!，講談社《別冊少年Magazine》2012年3月號開始連載）

| 卷數 | 講談社        | 講談社              | 講談社 |
| 卷數 | 發售日期      | ISBN                |        |
| ---- | ------------- | ------------------- | ------ |
| 1    | 2012年6月8日  | ISBN 978-4063846843 |        |
| 2    | 2012年11月9日 | ISBN 978-4063847635 |        |

## 註腳
1. ↑  岩田於2012年3月24日晉升為Team4成員；同年11月1日轉移為Team A成員。
2. 1 2  木下和三田於2012年1月26日晉升為Team M成員。
3. ↑  村重於2012年3月4日晉升為Team H成員。
4. ↑  標題來自《初日》的一段歌詞（這份努力　絕對不會辜負你）。

## 外部連結
- AKB0048 官方網頁 （页面存档备份，存于）（日語）
- AKB0048的X（前Twitter）（日語）